# 安娜斯塔西亚·埃杜多芙娜·巴布洛娃
安娜斯塔西亚·埃杜多芙娜·巴布洛娃（俄語：Анастасия Эдуардовна Бабурова，拉丁转写：Anastasia Eduardivna Baburova，1983年11月30日—2009年1月19日），是俄罗斯《新报》（俄語：Новая газета，拉丁转写：Novaya Gazeta）的一名记者同时也是莫斯科国立大学新闻系的一名学生。她出生在乌克兰苏维埃社会主义共和国的塞瓦斯托波尔市。
2009年1月19日，安娜斯塔西亚·巴布洛娃与俄罗斯人权律师斯坦尼斯拉夫·马科洛夫一同在俄罗斯莫斯科市被杀，2009年11月，俄罗斯政府宣布该案已破，凶手为新纳粹分子。

## 个人生活
安娜斯塔西亚·埃杜多芙娜·巴布洛娃的父亲名叫爱德华·菲奥多罗维奇·巴布洛夫（俄語：Эдуард Федорович Бабуров），母亲名叫拉丽莎·伊万诺夫娜·巴布洛娃（俄語：Лариса Ивановна Бабурова），她的父母都是塞瓦斯托波尔国立理工大学的教授。她是她父母唯一的孩子。她于2000年加入俄罗斯联邦国籍。

## 政治活动
安娜斯塔西亚·埃杜多芙娜·巴布洛娃的政治活动开始于她目睹俄罗斯新纳粹分子对一名外国人的殴打，她参与了环保主义运动和对俄罗斯新纳粹分子的报道。

## 遇害
她是自2000年以来第4位被谋杀的新报记者，她是与俄罗斯人权律师斯坦尼斯拉夫·马科洛夫一同被杀的，根据俄罗斯记者帕维尔·叶夫格尼耶维奇·费尔根豪尔（俄語：Па́вел Евге́ньевич Фельгенга́уэр）的说法，俄罗斯的情报机构可能参与了对他们的谋杀。
2009年11月，俄罗斯政府宣布该案已破，凶手为新纳粹分子，动机为复仇。